# Ouezzane (província)
Ouezzane é uma província de Marrocos que pertence administrativamente à região de Tânger-Tetuão-Al Hoceima. A sua capital é a cidade de Ouezzane.

## Características geográficas
Superfície: 1 999 km².
População total: 300 637 habitantes (em 2014).

## Organização administrativa
A província está dividida em um município e três círculos (que por sua vez se divide em 16 comunas).
|           | Tipo      | Habitantes (em 2014) | Comunas |
| --------- | --------- | -------------------- | --- |
| Ouezzane  | Município | 59 606               | |
| Ouezzane  | Círculo   | 138 146              | Bni Quolla, Lamjaara, Masmouda, Mzefroune, Ounnana, Sidi Ahmed Cherif, Sidi Bousber, Sidi Redouane, Teroual, Zghira |
| Moqrisset | Círculo   | 46 061               | Ain Beida, Asjen, Brikcha, Moqrisset                                                                                |
| Zoumi     | Círculo   | 56 824               | Kalaat Bouqorra, Zoumi                                                                                              |